# 이양호 (1918년)
이양호(1918년 9월 23일~2002년 5월 2일)는 대한민국의 정치인이다. 제5대 국회의원을 지냈다.

## 역대 선거 결과
|  | 20.24% |

|  | 31.78% |